# 2016年リオデジャネイロオリンピックのタイ選手団
2016年リオデジャネイロオリンピックのタイ選手団（2016ねんリオデジャネイロオリンピックのタイせんしゅだん）は、2016年8月5日から8月21日にかけてブラジルのリオデジャネイロで開催された2016年リオデジャネイロオリンピックのタイ選手団、およびその競技結果。

## 概要
今大会は金メダル2個、銀メダル2個、銅メダル2個の合計6個のメダルを獲得した。
テコンドー男子58kg級では、タウィン・ハンプラブが銀メダルを獲得した。タイの男子選手がテコンドー競技でメダルを獲得するのは初めて。

## メダル
| メダル | 選手名                       | 競技                 | 種目       |
| ------ | ---------------------------- | -------------------- | ---------- |
| 金     | ソピタ・タナサン             | ウエイトリフティング | 女子48kg級 |
| 金     | スカンヤ・スリスラット       | ウエイトリフティング | 女子58kg級 |
| 銀     | ピムシリ・シリケウ           | ウエイトリフティング | 女子58kg級 |
| 銀     | タウィン・ハンプラブ         | テコンドー           | 男子58kg級 |
| 銅     | シンペット・クルアイトン     | ウエイトリフティング | 男子56kg級 |
| 銅     | パニパク・ウォンパタナキット | テコンドー           | 女子49kg級 |